# Палмер (Тенеси)
Палмер (енгл. Palmer) град је у америчкој савезној држави Тенеси.

## Демографија
По попису из 2010. године број становника је 672, што је 54 (-7,4%) становника мање него 2000. године.
| Група             | 2000.       | 2010.       |
| Белци             | 715 (98,5%) | 663 (98,7%) |
| Афроамериканци    | 0 (0,0%)    | 0 (0,0%)    |
| Азијати           | 0 (0,0%)    | 0 (0,0%)    |
| Хиспаноамериканци | 2 (0,3%)    | 0 (0,0%)    |
| Укупно            | 726         | 672         |